# 선학신침
《선학신침》(神仙鶴神針: The Magic Crane)은 홍콩에서 제작된 진목승 감독의 1993년 액션, 무협 영화이다. 양조위 등이 주연으로 출연하였고 서극 등이 제작에 참여하였다.

## 출연

### 주연
- 양조위
- 매염방
- 관지림

### 조연
- 유송인

## 한국어 더빙 성우진(MBC)
- 신성호 - 마군무 (양조위)
- 송도영 - 백운비 (매염방)
- 기경옥 - 남소접 (관지림)
- 김용식
- 박태호
- 이종오
- 최상기
- 김정신
- 이윤연
- 이종혁
- 김강산
- 이승환
- 윤복성
- 전수빈

## 기타
- 원작자: 와룡생